# Colobodactylus
Colobodactylus — рід ящірок родини гімнофтальмових (Gymnophthalmidae). Представники цього роду є ендеміками Бразилії.

## Види
Рід Colobodactylus нараховує 2 види:
- Colobodactylus dalcyanus Vanzolini & Ramos, 1977
- Colobodactylus taunayi Amaral, 1933

## Етимологія
Наукова назва роду Colobodactylus походить від сполучення слів дав.-гр. κολοβος — покалічений, позбавлений чогось і δακτυλος — палець.